# آروی اف‌ال‌آی‌پی
آروی اف‌ال‌آی‌پی (به انگلیسی: RV FLIP) یک کشتی تحقیقاتی متعلق به کشور آمریکا بود.  طول آن ۱۰۸ متر (۳۵۴ فوت) بود. این کشتی در سال ۱۹۶۲ ساخته شد و در سال ۲۰۲۳ اوراق گردید.